# Philipp Jakob Straub
Philipp Jakob Straub (gedoopt Wiesensteig, 30 april 1706 - Graz, 26 augustus 1774) was een Duits-Oostenrijks beeldhouwer.

## Leven en werk
Straub was een zoon van Johann Georg Straub en Anna Maria Baumeister. Hij stamt uit een beeldhouwersfamilie, zijn vader  en broers Johann Baptist, Josef en Johann Georg jr. waren beeldhouwers. Hij leerde de beginselen van het vak van zijn vader en studeerde vervolgens bij onder anderen Johann Christoph Mader aan de Academie van beeldende kunsten in Wenen. In 1730 vertrok hij naar Graz, waar hij zich verbond aan het atelier van beeldhouwer Johann Jakob Schoy (1686–1733). Na Schoys dood, trouwde hij met diens weduwe en nam het atelier over. In de periode 1750-1752 werkte zijn oomzegger Franz Xaver Messerschmidt bij hem in de zaak. Straub overleed op 68-jarige leeftijd.

## Werken (selectie)
- 1736 hoogaltaar van de Nicolaaskerk in Fladnitz an der Teichalm
- 1742 Johan Nepomuk-altaar in de Grazer Stadtpfarrkirche
- 1750 hoogaltaar in de Grazer Stadtpfarrkirche
- 1764 vier sculpturen voor slot Eggenberg in Graz
- 1769 aartsengel Michaël en twee andere engelen voor het fronton van de Maria-Hilf-Kirche in Graz

- Gemeinsame Normdatei: 120723417
- International Standard Name Identifier: 0000 0003 7124 1437
- Library of Congress Control Number: no2023141609
- Nationale Bibliotheek van Tsjechië: jo20241215879
- RKD-Nederlands Instituut voor Kunstgeschiedenis: 480164
- Union List of Artist Names: 500104608
- Virtual International Authority File: 250763057
- WorldCat: E39PBJk93HFmwChDhH6CqxmKh3